# باب مک‌آدو
باب مک‌آدو (انگلیسی: Bob McAdoo؛ زادهٔ ۲۵ سپتامبر ۱۹۵۱) بازیکن بسکتبال اهل ایالات متحده آمریکا است. وی همچنین برندهٔ جوایزی همچون جایزه سال بهترین تازه‌کار ان‌بی‌ای و جایزه باارزش‌ترین بازیکن ان‌بی‌ای شده‌است. از باشگاه‌هایی که در آن بازی کرده‌است می‌توان به فیلادلفیا سونتی‌سیکسرز، بروکلین نتس، لس آنجلس لیکرز، بوستون سلتیکس، نیویورک نیکس، المپیا میلان، و دیترویت پیستونز اشاره کرد.